# Eupithecia maleformata
Eupithecia maleformata es una especie de polilla de la familia Geometridae. La especie fue descrita por primera vez por el lepidopterólogo inglés William Warren habiendo sido descrita en 1895, con distribución en Brasil. El holotipo de la especie fue descrita en el litoral de Santos. Otro tipo nomenclatural fue descrito en las afueras de Buenos Aires. Tiene gran parecido a otra especie descrita por Warren en México, la Eupithecia balteata.

## Descripción
Es una polilla pequeña con una envergadura de unos 18 milímetros (0,7 plg). Las alas anteriores son de color gris pálido, con varias líneas curvas más oscuras, que forman una mancha basal más oscura y una fascia central ancha y más oscura, seguida de una línea subterminal angosta. Cuenta con una mancha celular negra y franja ligeramente cuadriculada, con una línea basal oscura. Las alas posteriores son blanquecinas, más grises hacia el margen interno y posterior, con rastros de fascias más oscuras. La parte inferior de las alas es gris blanquecina, brillante, con la línea exterior oscura y mechón de vellos blanco brillante.
La cabeza, tórax y abdomen son grises.